# 10 bani (banknot)

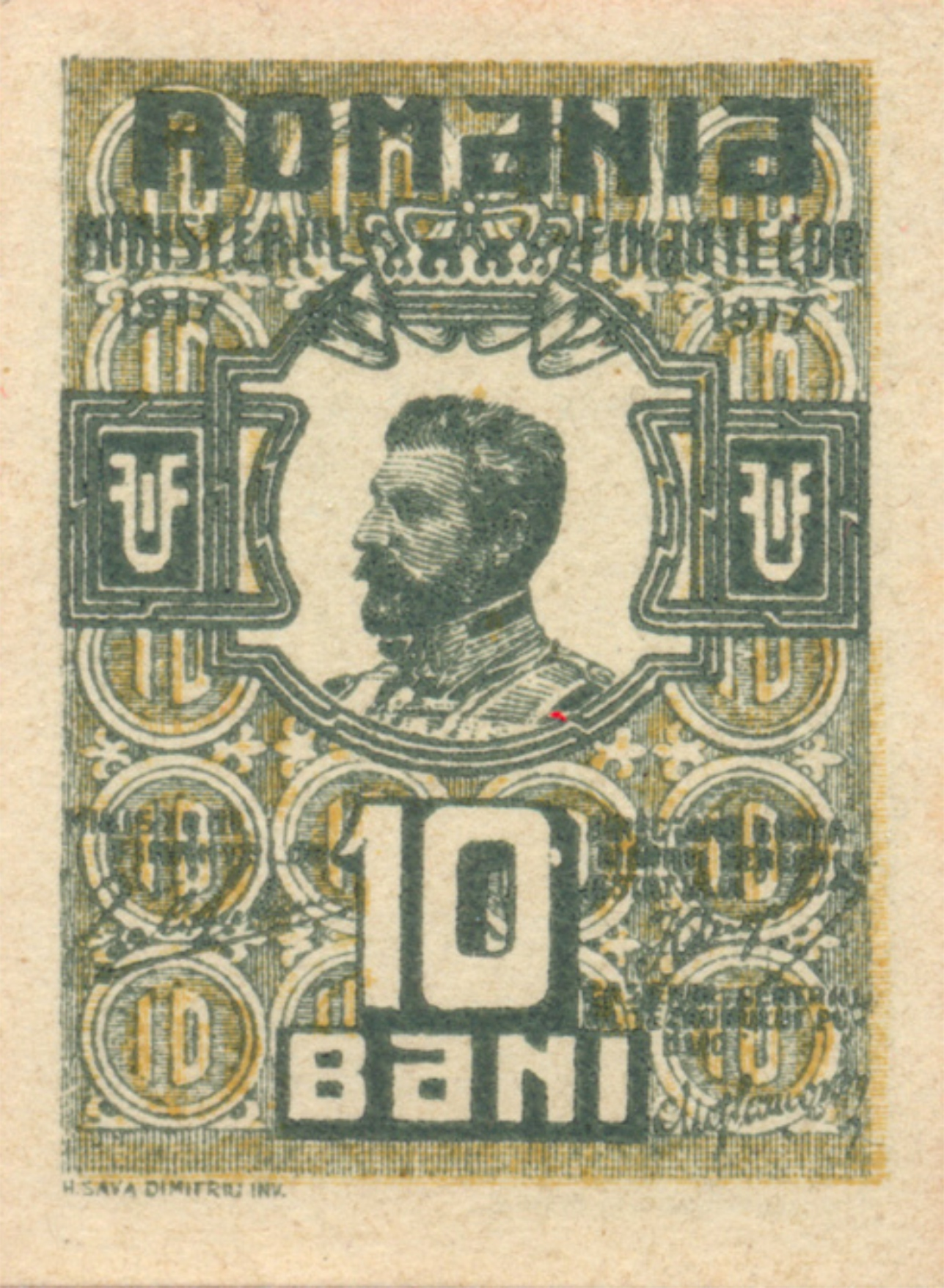
awers banknotu

10 bani (banknot) – najmniejszy banknot świata według Księgi Rekordów Guinnessa, wydany przez Ministerstwo Finansów Rumunii w 1917 roku. Banknot ma rozmiary 2,75 cm na 3,8 cm. Banknot jest pomarańczowo-zielony. Na awersie znajduje się popiersie Ferdynanda I króla Rumunii a na rewersie herb Rumunii (złoty orzeł z krzyżem w dziobie).